# Mausoleo di Muhammad Allama Iqbal
La tomba di Allama Muhammad Iqbal, o Mazar-e-Iqbal (Urdu: مزار اقبال) è un mausoleo situato a Iqbal Park nella città pakistana di Lahore, capitale della provincia del Punjab.

## Background
Iqbal è stato uno dei principali ispiratori del Movimento Pakistano, ed è venerato in Pakistan come Muffakir-e-Pakistan (Il Pensatore del Pakistan) o Shair-e-Mashriq (Il poeta d'Oriente). Iqbal è morto il 21 aprile 1938 a Lahore, all'età di 60 anni. Il Mausoleo attira migliaia di visitatori ogni giorno che vi giungono per rendere omaggio al poeta-filosofo. Si dice che Mustafa Kemal Atatürk ha Raccolto della terra dalla tomba di Maulana Rumi affinché venisse sparsa su questa tomba.

## Storia
Subito dopo la morte di Iqbal nel mese di aprile 1938, fu formato un comitato che è stato presieduto da Chaudhary Mohammed Hussain.
La prima serie di progetti presentati da architetti illustri non era soddisfacente. Il comitato ha suggerito di innovare una nuova combinazione, piuttosto che a seguito di una specifica scuola di architettura. Il progetto definitivo, in tal modo, si staccò dalla tradizione Mughal e comprende una combinazione di architettura afghana e moresca.
Un problema importante nella realizzazione di questo monumento è stata una mancanza di fondi adeguati. Il comitato ha deliberato di non accettare eventuali donazioni dai governi locali e governanti statali, e così sono stati raccolti fondi attraverso i contributi di amici, ammiratori e discepoli di Iqbal.

## Architettura
L'architettura riflette una combinazione di stili afghane e arabe. La struttura è interamente costruita in arenaria rossa,  che è stata portata da Jaipur, India britannica, e marmo da Makrana, Rajputana. Dopo l'indipendenza del Pakistan nel 1947, la costruzione è stata colpita a causa di restrizioni all'esportazione di pietra rossa dall'India. Sei distici di un Ghazal sono scolpiti dal lavoro Poetico Zabur-e-Ajam  (persiano Salmi) di Iqbal, sulle superfici interne del mausoleo.  All'esterno, c'è un piccolo giardino, distribuito in piccoli appezzamenti. Il mausoleo è stato progettato allora da Chief Architect di Hyderabad Deccan, Nawab Zain Yar Jang Bahadur e ha preso tredici anni per costruire ad un costo di circa centomila (Rs. 100.000) rupie pakistane. Il motivo principale di ritardo è stato il blocco di pietra rossa da Jaipur in post-indipendenza dell'India.

### Tomba e Cenotafio
Il mausoleo di forma rettangolare è dotato di due porte sul lato orientale e meridionale, rispettivamente, con intarsi in marmo, mentre il cenotafio in sé è fatta di marmo bianco. La lapide è stata un dono del popolo dell'Afghanistan, ed è fatta di lapislazzuli e con incisi versetti coranici in calligrafia inscritto in Afghanistan.

## Conservazione
Il complesso del mausoleo è elencato sul "Protected Heritage Monuments" del Dipartimento di Archeologia del Punjab.

## Galleria d'immagini

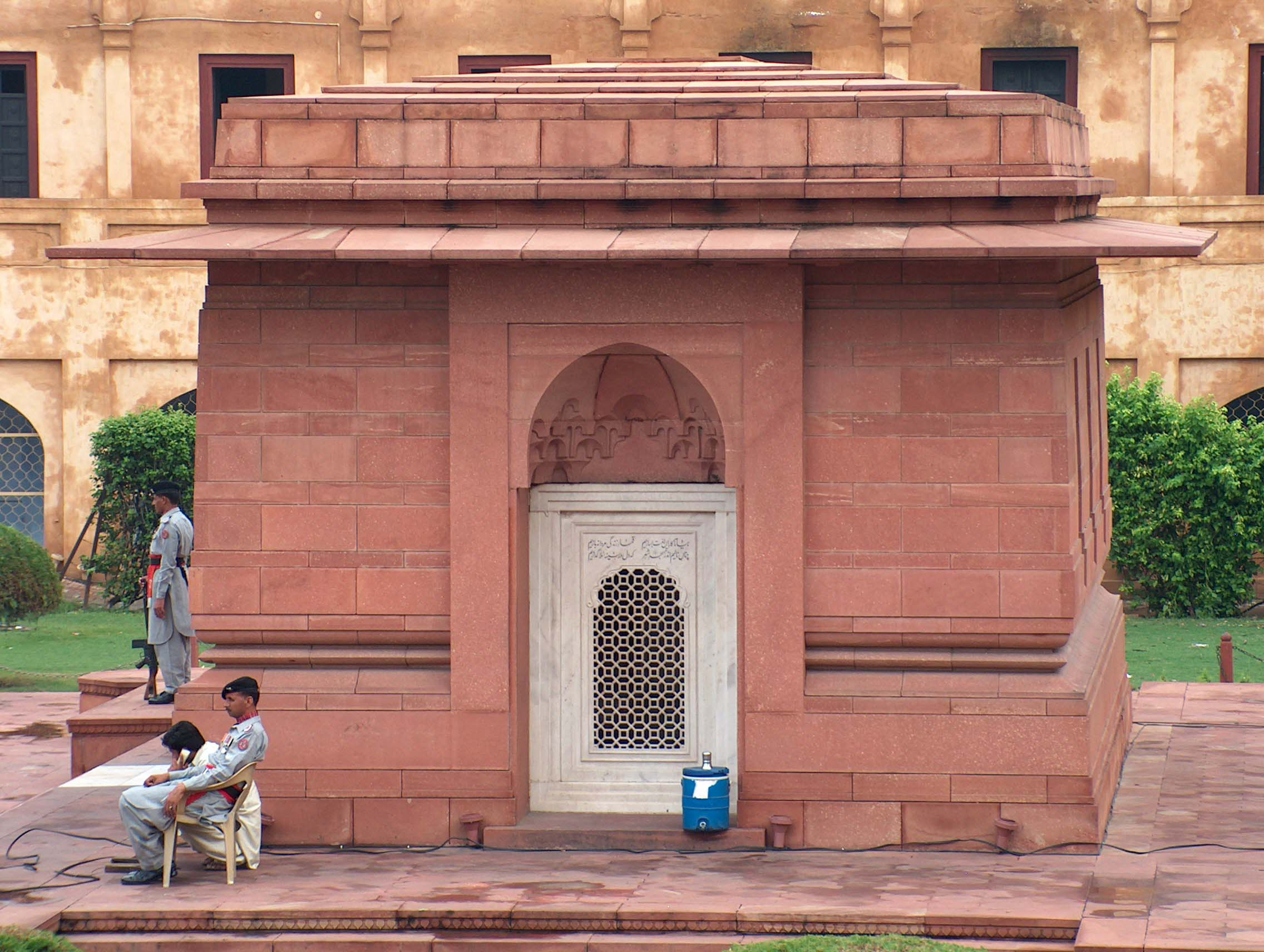
Muro settentrionale
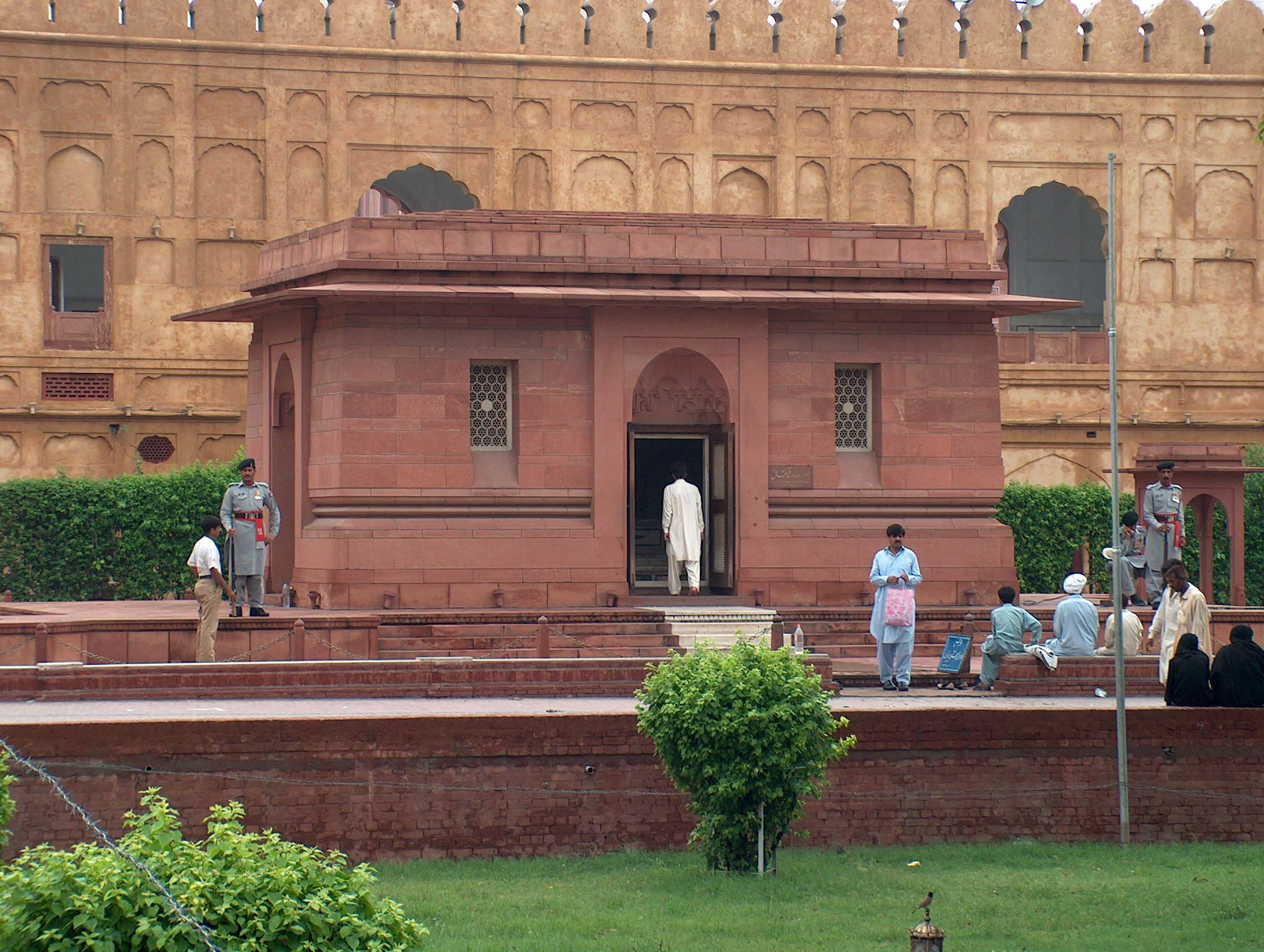
Vista sud-orientale
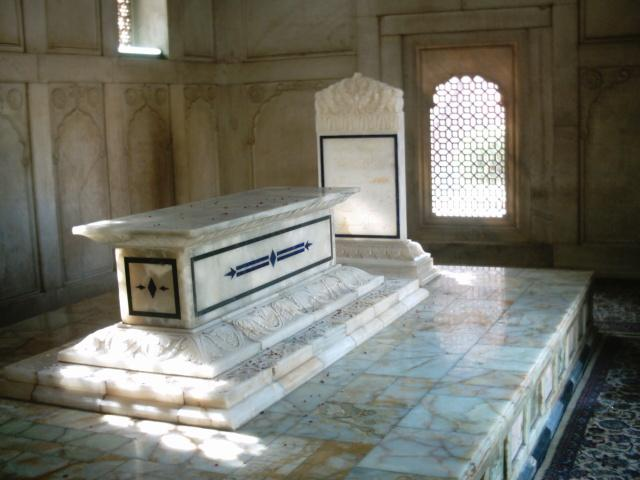
Interno del mausoleo
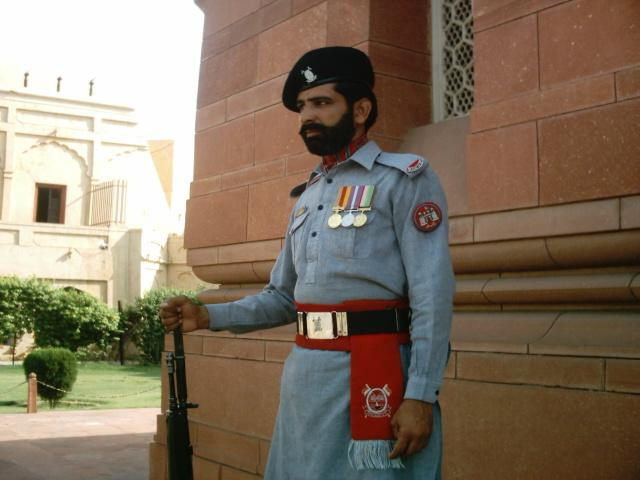
Guardia al mausoleo
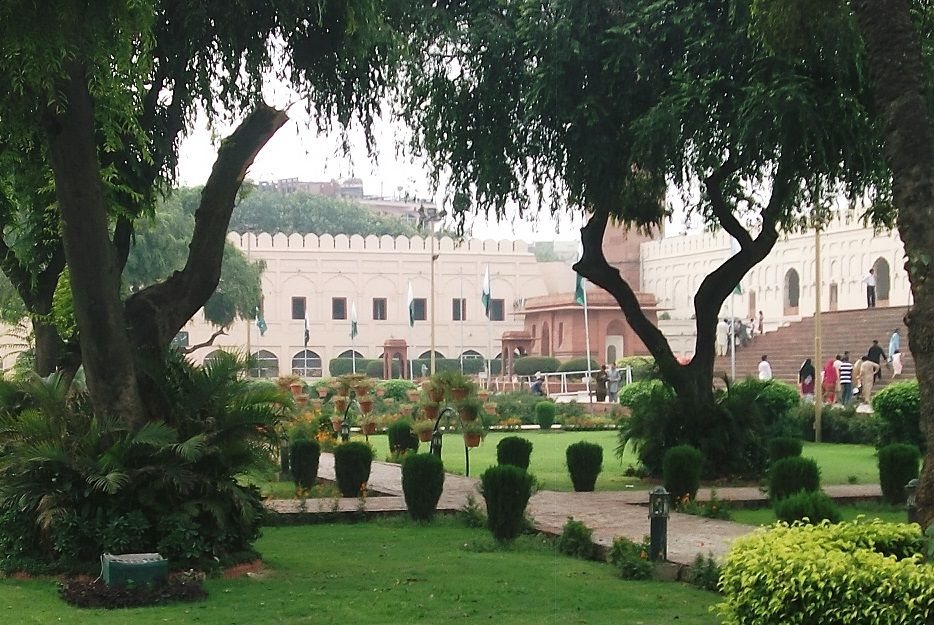
Tomba di Muhammad Iqbal